# Seasonal Energy Efficiency Ratio
SEER is de term (een afkorting van Seasonal Energy Efficiency Ratio) waar mee de efficiëntie van het koelsysteem van een airconditioner (een warmtepomp) wordt aangegeven, gecorrigeerd voor seizoenseffecten. 
De Energy Efficiency Ratio (EER) van een airco is afhankelijk van de buitentemperatuur; hoe hoger de temperatuur hoe moeilijker het is om de warmte te transporteren naar een nog warmere plek. Bij een bepaald temperatuurverschil tussen binnen en buitentemperatuur is dit te schrijven als:  
{\displaystyle r={P_{cool} \over P_{el}}}
Met daarin
{\displaystyle r} de Energy Efficiency Ratio of EER (dimensieloos)
{\displaystyle P_{cool}} het koelvermogen in watt (W)
{\displaystyle P_{el}} het benodigde elektrische vermogen in watt (W)
Om van de EER naar de SEER te komen, moet een gewogen gemiddelde over een jaar van bovenstaande formule genomen worden.
EER en SEER worden uitgedrukt als een dimensieloos getal. 
Een airco met een SEER van 4 heeft gemiddeld genomen 1 kW elektriciteit nodig voor een koelvermogen van 4 kW.
Zie ook:
- SCOP